# The Borrowed Baby (film 1911)
The Borrowed Baby è un cortometraggio muto del 1911 diretto da Frank Wilson e prodotto nel Regno Unito dalla britannica Hepworth.

## Produzione
Il film fu prodotto dalla Hepworth.

## Distribuzione
Distribuito dalla Hepworth, il film - un cortometraggio di 121 metri e 92 - uscì nelle sale cinematografiche britanniche nel maggio 1911.